# Liste der Kulturdenkmäler in Vierherrenborn
In der Liste der Kulturdenkmäler in Vierherrenborn sind alle Kulturdenkmäler der rheinland-pfälzischen Ortsgemeinde Vierherrenborn aufgeführt. Grundlage ist die Denkmalliste des Landes Rheinland-Pfalz (Stand: 8. Februar 2023).

## Einzeldenkmäler
| Bezeichnung    | Lage                        | Baujahr | Beschreibung              | Bild                           |
| -------------- | --------------------------- | ------- | ------------------------- | ------------------------------ |
| Vierherrenborn | südöstlich der Kapelle Lage |         | historische Brunnenanlage | weitere Bilder Fotos hochladen |